# Fila
Філа (англ. Fila) — південнокорейська компанія з виробництва спортивних товарів.

## Короткий опис
Компанія випускає чоловічий та жіночий спортивний одяг для таких видів спорту, як теніс, біг, фітнес, баскетбол, гольф, плавання. Також, компанія випускає спеціальну лінію одягу Vintage.
Також бренд відомий серед футбольних фанатів.

## Історія компанії

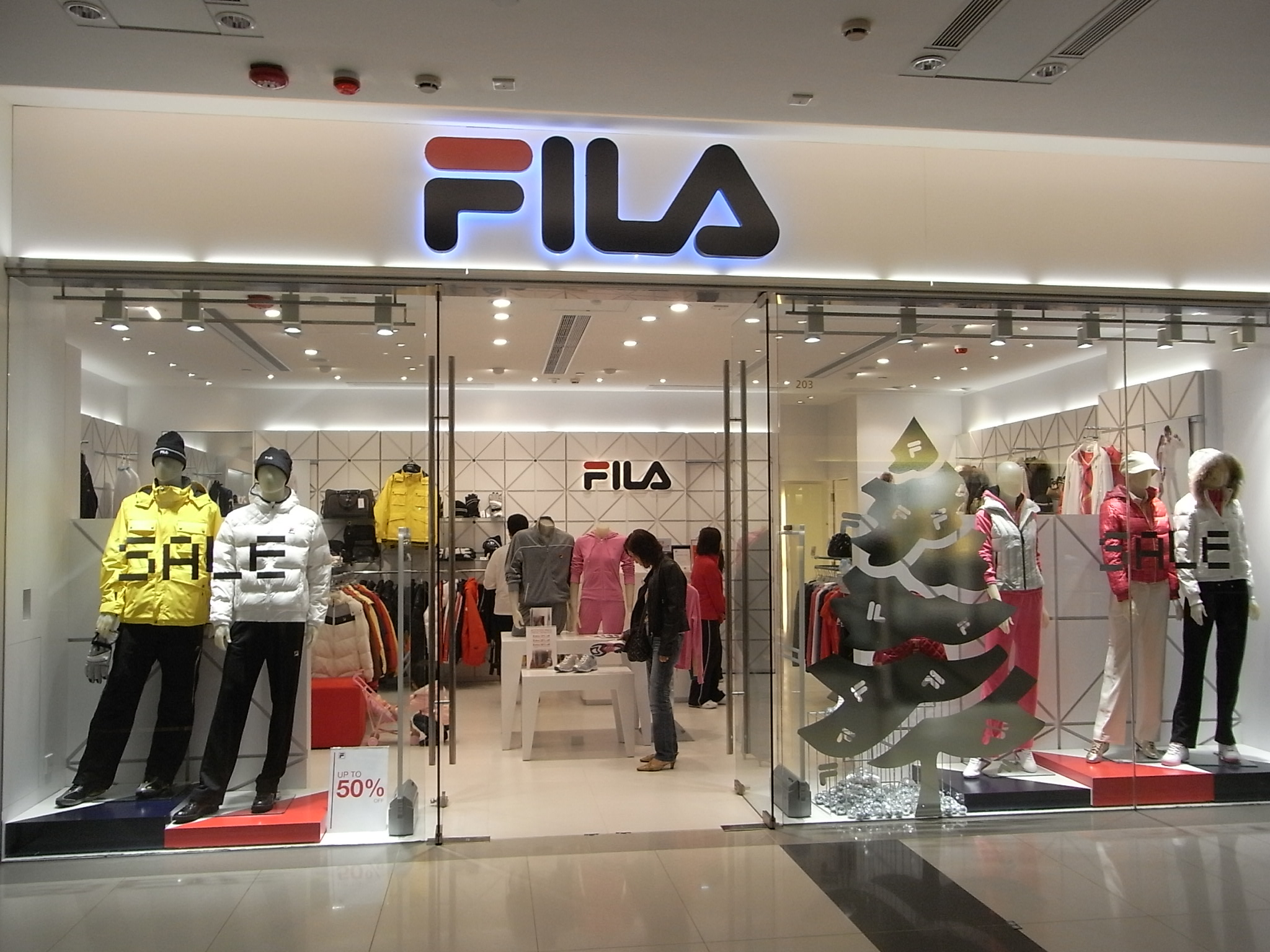
Фірмовий магазин Філа

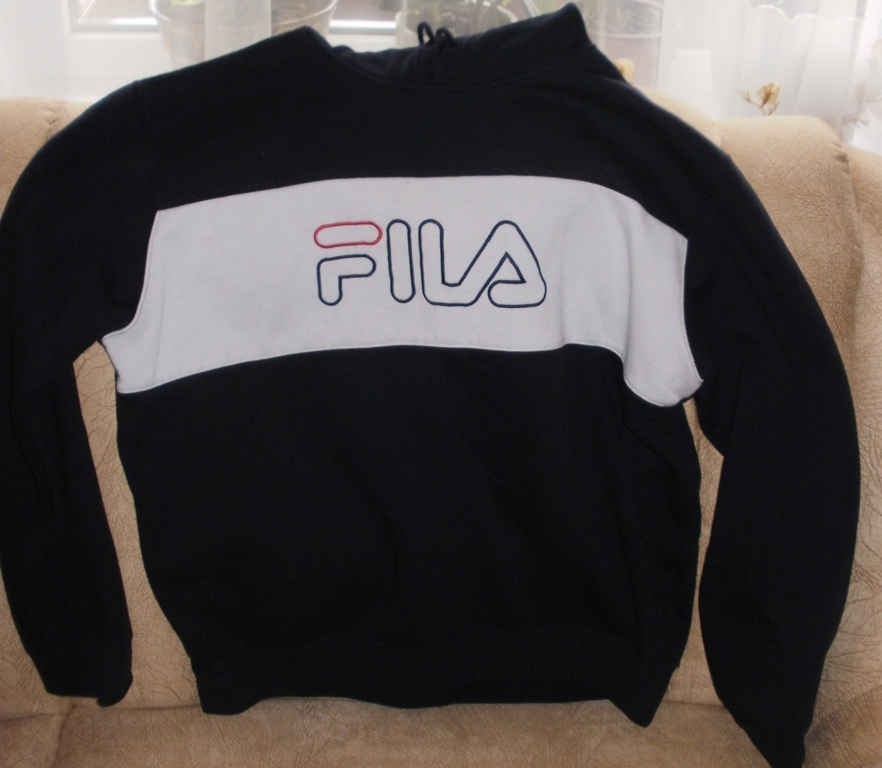
Кофта марки Філа

Компанія була заснована в 1911 році в Італії братами Філа. Завод виробляв різні тканини і розташовувався в місті Б'єла на півночі Італії. Незабаром, компанія почала випуск нижньої білизни, а згодом, в 1973 році — спортивного одягу. У тому ж році з'являється сучасна емблема компанії — буква F в квадраті. У 1973 році компанія укладає контракт з тенісистом Бйорном Боргом, і Борг стає 11-кратним чемпіоном турнірів Великого шолома, носячи одяг саме цієї марки, що приносить компанії усесвітнє визнання і популярність. Також, на популярність бренду вплинули контракти з такими спортсменами, як Том Вотсон, Райнгольд Месснер, Альберто Томба, Мозес Тануї, Кім Клейстерс. У 2003 році компанія була куплена американською корпорацією Cerberus Capital Management. Cerberus Capital Management здійснювала управління майже всією компанією через холдинг Sports Brands International. Виняток становила південнокорейська філія, яка була самокерована. У січні 2007 року південнокорейська філія викупили бренд і всі дочірні компанії, ставши тим самим одним з найбільших виробників спортивного одягу в Південній Кореї.

## Спонсорство
Компанія є спонсором футбольних клубів:
- Ботафогу  Бразилія
- Фігейренсе  Бразилія

Олімпійської збірної ковзанярів з Нідерландів.
А також багатьх відомих спортсменів, серед них:
- Міхаель Шумахер
- Кім Клейстерс
- Бйорн Борг